# Schiller (cràter)

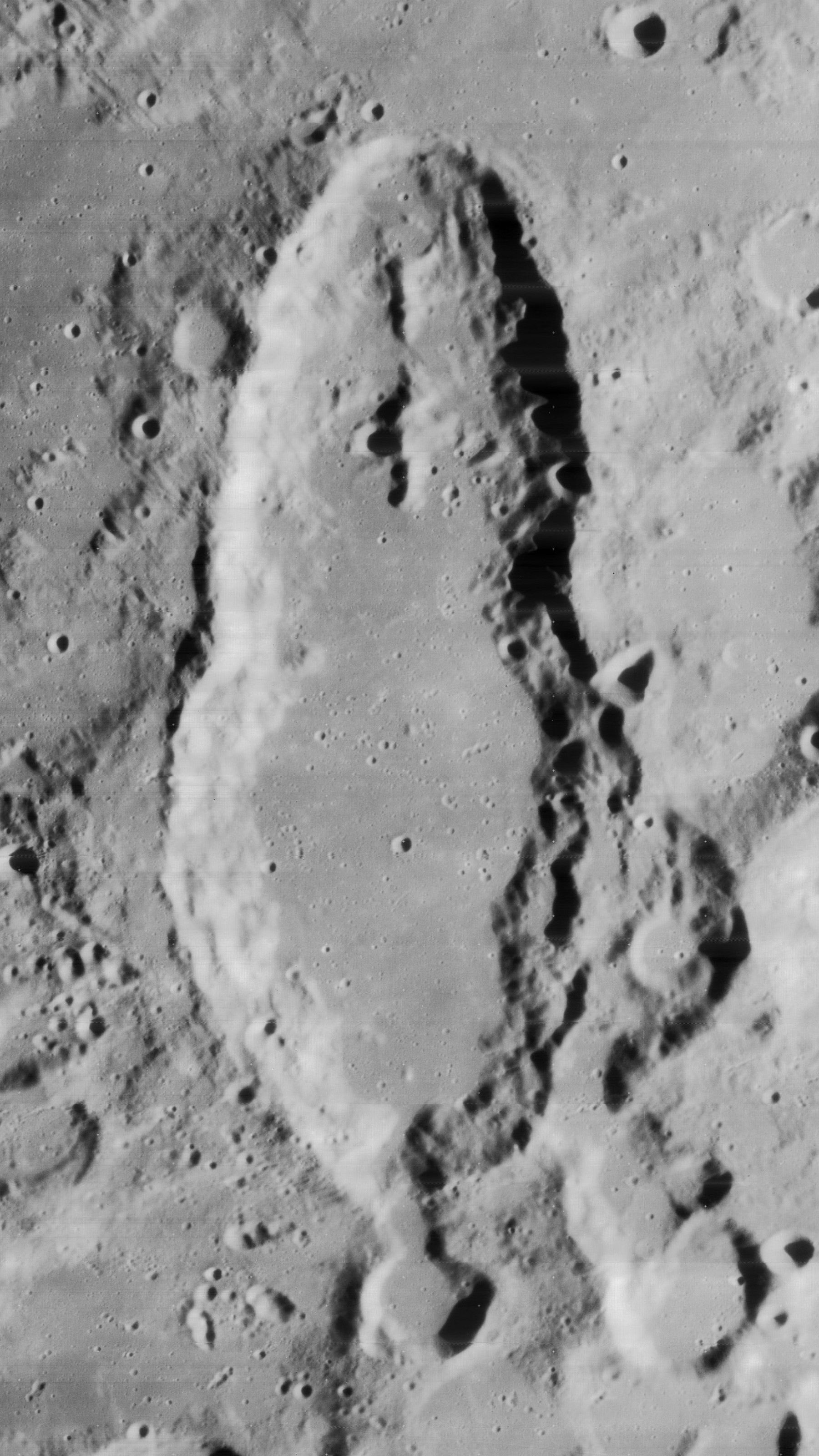
Fotografia de la missió Lunar Orbiter 4 (1967)

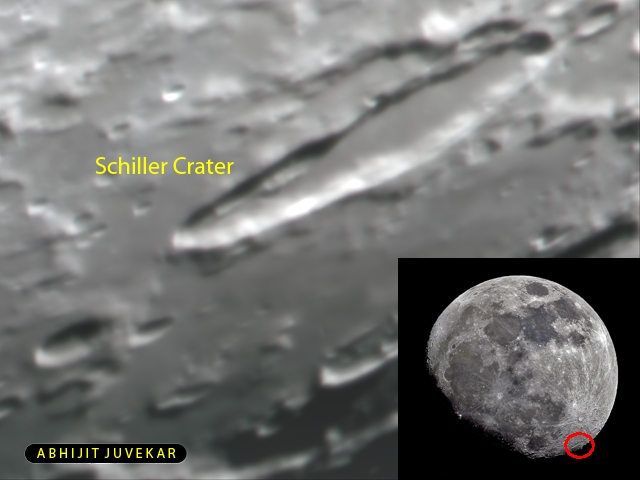
Schiller sobre el globus lunar

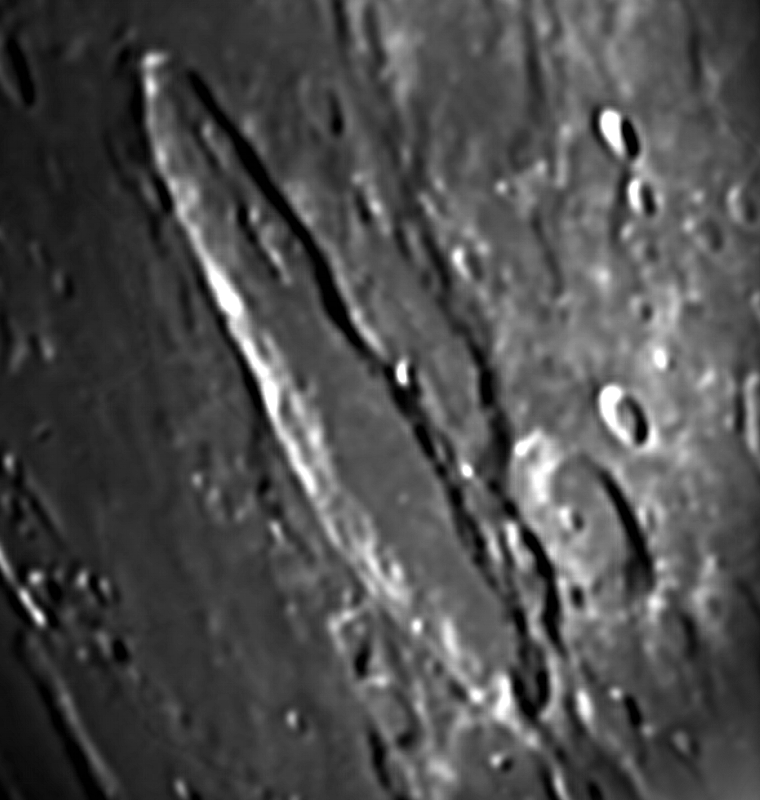
Vista des de la Terra

Schiller és un cràter d'impacte d'estranya forma elongada localitzat en el sector sud-oest de la Lluna. A l'est es troba el cràter Bayer, al sud-est apareix Rost i a l'oest-nord-oest Nöggerath. El seu nom procedeix de l'astrònom i advocat alemany del segle XVII Julius Schiller.

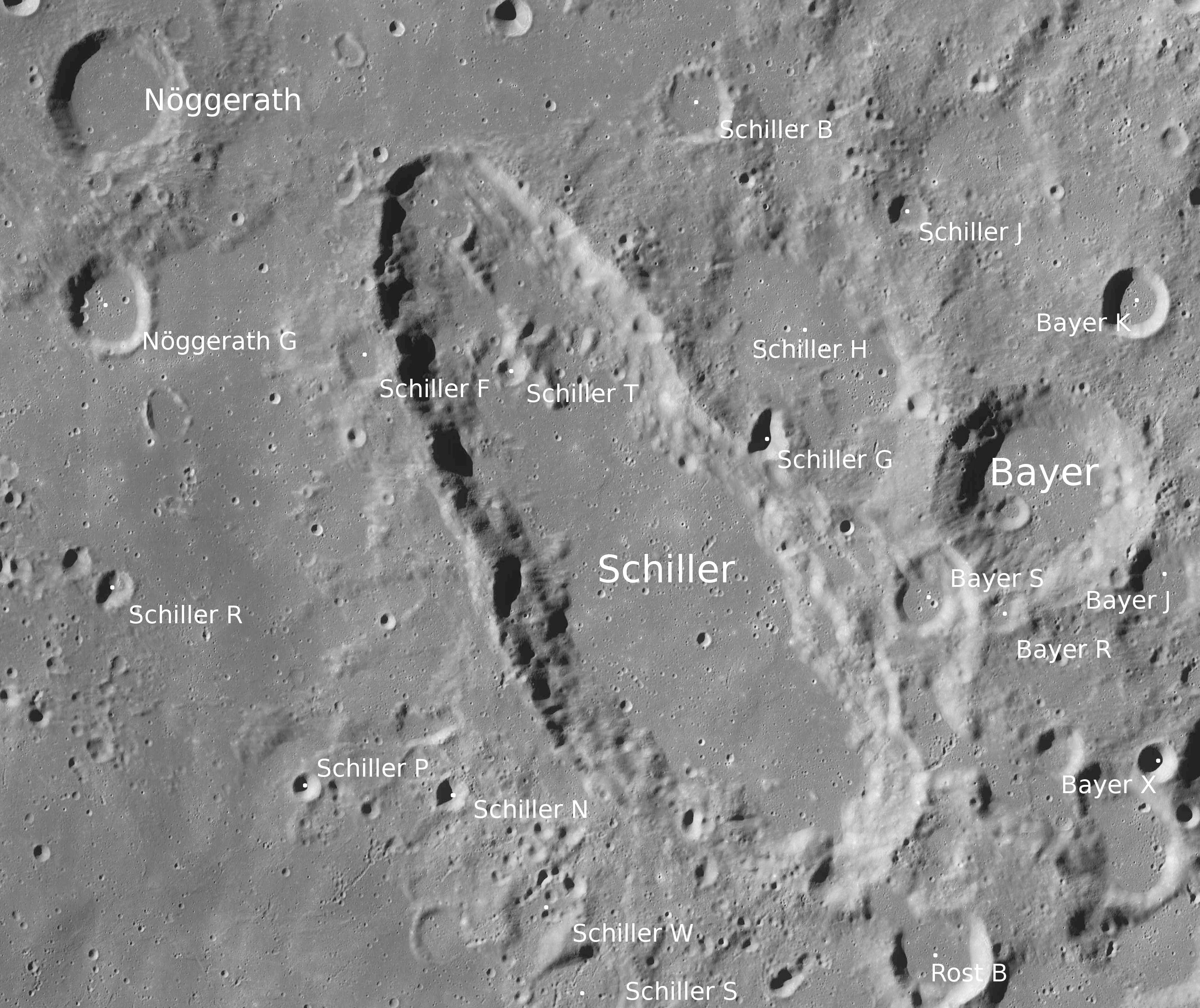
Entorn de Schiller. Fotografia de la missió Lunar Reconnaissance Orbiter.

El cràter té una longitud de gairebé 180 km i una amplària de només 70 km, amb parets d'una altitud de 4000 m. És l'únic cràter de la Lluna amb la forma tan allargada, que s'amplifica per la seva proximitat al limbe lunar. L'eix més llarg es troba en una línia que va de nord-oest a sud-est, amb el perímetre més ampli situat en la meitat sud-est. Presenta una lleugera corba en l'elongació, amb el costat còncau mirant cap al nord-est.
La vora del cràter està ben definida, amb una paret interior terraplenada i un exterior amb lleugeres rampes. En l'extrem sud-est, un cràter més petit està connectat amb Schiller mitjançant una vall ampla. La major part del sòl del cràter és pla, probablement a causa de les inundacions de lava. Presenta algunes zones brillants, que són més clarament visibles sota un angle de Sol alt. Una cresta doble es troba al centre del sector nord-oest del sòl del cràter, amb una configuració gairebé lineal que divideix la plataforma interior per la meitat. En el sòl hi ha nombrosos cràters de petita grandària, el més gran dels quals té 6.1 km de diàmetre i rep la denominació de Schiller T.
L'origen d'aquest peculiar cràter és incert, i existeixen diverses teories sobre aquest tema. La seva formació podria deure's a la fusió d'almenys dos cràters, encara que també és possible que s'hagi d'a aquest efecte d'un impacte meteorític rasant.
Al sud-oest de Schiller es troba la Conca Schiller-Zucchius, un impacte del Període Prenectià (estructura d'impacte amb múltiples anells).

## Cràters satèl·lit
Els cràters satèl·lit són petits cràters situats propers al cràter principal, rebent el mateix nom que el cràter acompanyat d'una lletra majúscula complementària (fins i tot si la formació d'aquests cràters és independent de la formació del cràter principal).
|          | \| Schiller \| Coordenades \| Diàmetre \| \| -------- \| -------------------------------------- \| -------- \| \| A \| 47° 11′ S, 37° 39′ O / 47.18°S,37.65°O \| 10.9 km \| \| B \| 48° 52′ S, 39° 09′ O / 48.87°S,39.15°O \| 17.2 km \| \| C \| 55° 22′ S, 49° 19′ O / 55.37°S,49.31°O \| 45.04 km \| \| D \| 55° 05′ S, 49° 22′ O / 55.08°S,49.36°O \| 9.4 km \| \| E \| 54° 35′ S, 48° 48′ O / 54.59°S,48.8°O \| 7.93 km \| \| F \| 50° 40′ S, 42° 59′ O / 50.66°S,42.99°O \| 12.74 km \| \| G \| 51° 14′ S, 38° 18′ O / 51.24°S,38.3°O \| 8.72 km \| \| H \| 50° 36′ S, 37° 44′ O / 50.6°S,37.74°O \| 72.44 km \| \| J \| 49° 38′ S, 36° 41′ O / 49.64°S,36.69°O \| 9.16 km \| \| K \| 46° 42′ S, 38° 46′ O / 46.7°S,38.77°O \| 10.25 km \| \| L \| 47° 07′ S, 40° 14′ O / 47.12°S,40.23°O \| 10.25 km \| \| M \| 48° 13′ S, 41° 16′ O / 48.22°S,41.26°O \| 8.76 km \| \| N \| 53° 38′ S, 41° 59′ O / 53.63°S,41.98°O \| 6.24 km \| \| P \| 53° 35′ S, 43° 40′ O / 53.58°S,43.66°O \| 6.03 km \| \| R \| 52° 15′ S, 45° 52′ O / 52.25°S,45.87°O \| 7.87 km \| \| S \| 54° 57′ S, 40° 25′ O / 54.95°S,40.42°O \| 21.22 km \| \| T \| 50° 46′ S, 41° 17′ O / 50.77°S,41.29°O \| 6.1 km \| \| W \| 54° 28′ S, 40° 58′ O / 54.47°S,40.97°O \| 15.57 km \| |          |
| Schiller | Coordenades | Diàmetre |
| A        | 47° 11′ S, 37° 39′ O / 47.18°S,37.65°O | 10.9 km  |
| B        | 48° 52′ S, 39° 09′ O / 48.87°S,39.15°O | 17.2 km  |
| C        | 55° 22′ S, 49° 19′ O / 55.37°S,49.31°O | 45.04 km |
| D        | 55° 05′ S, 49° 22′ O / 55.08°S,49.36°O | 9.4 km   |
| E        | 54° 35′ S, 48° 48′ O / 54.59°S,48.8°O | 7.93 km  |
| F        | 50° 40′ S, 42° 59′ O / 50.66°S,42.99°O | 12.74 km |
| G        | 51° 14′ S, 38° 18′ O / 51.24°S,38.3°O | 8.72 km  |
| H        | 50° 36′ S, 37° 44′ O / 50.6°S,37.74°O | 72.44 km |
| J        | 49° 38′ S, 36° 41′ O / 49.64°S,36.69°O | 9.16 km  |
| K        | 46° 42′ S, 38° 46′ O / 46.7°S,38.77°O | 10.25 km |
| L        | 47° 07′ S, 40° 14′ O / 47.12°S,40.23°O | 10.25 km |
| M        | 48° 13′ S, 41° 16′ O / 48.22°S,41.26°O | 8.76 km  |
| N        | 53° 38′ S, 41° 59′ O / 53.63°S,41.98°O | 6.24 km  |
| P        | 53° 35′ S, 43° 40′ O / 53.58°S,43.66°O | 6.03 km  |
| R        | 52° 15′ S, 45° 52′ O / 52.25°S,45.87°O | 7.87 km  |
| S        | 54° 57′ S, 40° 25′ O / 54.95°S,40.42°O | 21.22 km |
| T        | 50° 46′ S, 41° 17′ O / 50.77°S,41.29°O | 6.1 km   |
| W        | 54° 28′ S, 40° 58′ O / 54.47°S,40.97°O | 15.57 km |

### Altres referències
- (WGPSN), IAU Working Group for Planetary System Nomenclature. «Gazetteer of Planetary Nomenclature. 1:1 Million-Scale Maps of the Moon» (en anglès).  UAI / USGS, 13-02-2013. [Consulta: 6 abril 2016].
- Andersson, L. E.; Whitaker, E. A.,. NASA Catalogue of Lunar Nomenclature (en anglès).  NASA RP-1097, 1982.
- Blue, Jennifer. «Gazetteer of Planetary Nomenclature» (en anglès).  USGS, 25-07-2007. [Consulta: 2 gener 2012].
- Bussey, B.; Spudis, P.. The Clementine Atlas of the Moon (en anglès).  Nueva York: Cambridge University Press, 2004. ISBN 0-521-81528-2.
- Cocks, Elijah E.; Cocks, Josiah C.. Who's Who on the Moon: A Biographical Dictionary of Lunar Nomenclature (en anglès).  Tudor Publishers, 1995. ISBN 0-936389-27-3.
- McDowell, Jonathan. «Lunar Nomenclature» (en anglès).   Jonathan's Space Report, 15-07-2007. [Consulta: 2 gener 2012].
- Menzel, D. H.; Minnaert, M.; Levin, B.; Dollfus, A.; Bell, B. «Report on Lunar Nomenclature by The Working Group of Commission 17 of the IAU» (en anglès). Space Science Reviews, 12, 1971, pàg. 136.
- Moore, Patrick. On the Moon (en anglès).  Sterling Publishing Co, 2001. ISBN 0-304-35469-4.
- Price, Fred W. The Moon Observer's Handbook (en anglès).  Cambridge University Press, 1988. ISBN 0521335000.
- Rükl, Antonín. Atlas of the Moon (en anglès).  Kalmbach Books, 1990. ISBN 0-913135-17-8.
- Webb, Rev. T. W.. Celestial Objects for Common Telescopes, 6ª edición revisada (en anglès).  Dover, 1962. ISBN 0-486-20917-2.
- Whitaker, Ewen A. Mapping and Naming the Moon (en anglès).  Cambridge University Press, 2003. 978-0-521-54414-6.
- Wlasuk, Peter T. Observing the Moon (en anglès).  Springer, 2000. ISBN 1-85233-193-3.